# Cathy Rush
Catherine Ann Cowan coniugata Rush, detta Cathy (Atlantic City, 7 aprile 1947), è un'ex cestista e allenatrice di pallacanestro statunitense.
È membro del Naismith Memorial Basketball Hall of Fame dal 2008 e del Women's Basketball Hall of Fame dal 2000.

## Carriera
Ha guidato gli Stati Uniti ai Campionati mondiali del 1975.